# Love Letters in the Sand
"Love Letters in the Sand" is een nummer met muziek van J. Fred Coots en tekst van Nick Kenny en Charles Kenny. Het werd in 1931 gepubliceerd. Dat jaar werd het ook voor het eerst opgenomen door het orkest van Ted Black. De Amerikaanse zanger Pat Boone bracht in 1957 de meest succesvolle versie van het nummer uit als single met dubbele A-kant, samen met "Bernardine".

## Achtergrond
"Love Letters in the Sand" werd in de versie van Pat Boone een grote hit. Het stond vijf weken op de eerste plaats in de Amerikaanse Billboard Hot 100 en was in het jaar 1957 het op een na succesvolste nummer in deze lijst, achter "All Shook Up" van Elvis Presley. In Canada stond het twee weken op de eerste plaats in de hitlijsten. In Nederland werd het een nummer 1-hit in de hitlijst van muziektijdschrift Muziek Parade, en in Vlaanderen kwam het tot de tweede plaats in een voorloper van de Ultratop 50. Het nummer kwam voor in de film Bernardine, waarin Boone de hoofdrol vertolkte. Boone verzorgde zelf het gefluit in het instrumentale deel van het nummer. Het had daarnaast oorspronkelijk een korte instrumentale introductie, maar de meeste versies beginnen met de zang van Boone.
"Love Letters in the Sand" is door een groot aantal andere artiesten opgenomen, waaronder Gene Austin, Johnny Dorelli, Bob Eberly, Bill Haley & His Comets, Tom T. Hall, Sonny James, Little Willie Littlefield, Lee Morse, Marie Osmond, Sixpence None the Richer, Andy Williams en Mac Wiseman.

## Hitnoteringen

### Hitlijst vanMuziek Parade
| Hitnotering: september 1957 t/m maart 1958 | Hitnotering: september 1957 t/m maart 1958 | Hitnotering: september 1957 t/m maart 1958 | Hitnotering: september 1957 t/m maart 1958 | Hitnotering: september 1957 t/m maart 1958 | Hitnotering: september 1957 t/m maart 1958 | Hitnotering: september 1957 t/m maart 1958 | Hitnotering: september 1957 t/m maart 1958 | Hitnotering: september 1957 t/m maart 1958 |
| Maand                                      | 1                                          | 2                                          | 3                                          | 4                                          | 5                                          | 6                                          | 7                                          |                                            |
| ------------------------------------------ | ------------------------------------------ | ------------------------------------------ | ------------------------------------------ | ------------------------------------------ | ------------------------------------------ | ------------------------------------------ | ------------------------------------------ | ------------------------------------------ |
| Nummer                                     | 7                                          | 2                                          | 1                                          | 1                                          | 1                                          | 3                                          | 11                                         | uit                                        |

### NPO Radio 2 Top 2000
| Nummer met noteringen in de NPO Radio 2 Top 2000 | '99  | '00  | '01  | '02  | '03  | '04  | '05  | '06  | '07  | '08  |
| ------------------------------------------------ | ---- | ---- | ---- | ---- | ---- | ---- | ---- | ---- | ---- | ---- |
| Love Letters in the Sand                         | 1089 | 1218 | 1488 | 1710 | 1190 | 1762 | 1703 | 1553 | 1689 | 1576 |

1. ↑  Een vetgedrukt getal geeft de hoogste notering aan.
2. ↑  Deze tabel is bijgewerkt tot en met de laatste editie (2024).

### Evergreen Top 1000
| Evergreen Top 1000 | Evergreen Top 1000 | Evergreen Top 1000 | Evergreen Top 1000 | Evergreen Top 1000 | Evergreen Top 1000 | Evergreen Top 1000 | Evergreen Top 1000 | Evergreen Top 1000 | Evergreen Top 1000 | Evergreen Top 1000 | Evergreen Top 1000 | Evergreen Top 1000 | Evergreen Top 1000 | Evergreen Top 1000 | Evergreen Top 1000 |
| Jaar               | 2008               | 2009               | 2010               | 2011               | 2012               | 2013               | 2014               | 2015               | 2016               | 2017               | 2018               | 2019               | 2020               | 2021               | 2022               |
| ------------------ | ------------------ | ------------------ | ------------------ | ------------------ | ------------------ | ------------------ | ------------------ | ------------------ | ------------------ | ------------------ | ------------------ | ------------------ | ------------------ | ------------------ | ------------------ |
| Positie            | 37                 | 47                 | 85                 | 100                | 107                | 118                | 54                 | 128                | 190                | 189                | 472                | 391                | 512                | 542                | 668                |